# Samopražnjenje baterije
Samopražnjenje baterije je efekt koji dolazi kod baterija.  Zbog unutarnjih kemijskih reakcija smanjuje se pohranjeno punjenje, a da tome nije prethodilo nikakvo spajanje elektroda. Ova pojava smanjuje rok trajanja baterija i prouzročuje da u početku imaju manje punjenje od predviđenog kad ih se stavi u uporabu. 
Brzina samopražnjenja ovisi o vrsti baterije, stanju, okolnoj temperaturi, struji punjenja i ostalim čimbenicima. Kod punjivih baterija, litij-ionska baterija je među onima s najmanjim samopražnjenjem, negdje oko 2–3% mjesečno, slijedi baterija na bazi olova i kiseline koja se prazni 4-6%, dok baterije na osnovi nikla ovo ozbiljnije pogađa.  Već nakon jednog dana izgube 10% kapaciteta nakon čega se smanjuje do 10% mjesečno.
 NiCd naposljetku imaju samopražnjenje 15–20%, NiMH 30%, osim kod nisko samopraznećih NiMH baterija kod kojih je to 2-3%. Primarne baterije nisu rađenje za punjenje, ali imaju dosta nižu stopu samopražnjenja. Životni vijek im je 2 - 3 kod cink-ugljikovih baterija, 5 kod alkalnih te preko 10 godina kod litijevih baterija.
Samopražnjenje je kemijska reakcija kao i pražnjenje u zatvorenom električnom krugu. Više se javlja na višim temperaturama. Zbog toga pohrana baterija na nižim temperaturama smanjuje stopu samopražnjenja i čuva početnu energiju koja je pohranjena u baterijui. Samopražnjenje se smanjuje i vremenom kad se pasivacijski sloj stvori na elektrodama. Samopražnjenje se javlja i zbog kristalizacijskog efekta.
Još uvijek nisu poznati potanki kemijski uzroci samopražnjenja kod pojedinih vrsta baterija.

## Vanjske poveznice
- Battery dischargers Description and treatment of sulphated batteries